# レイランド・モーターズ

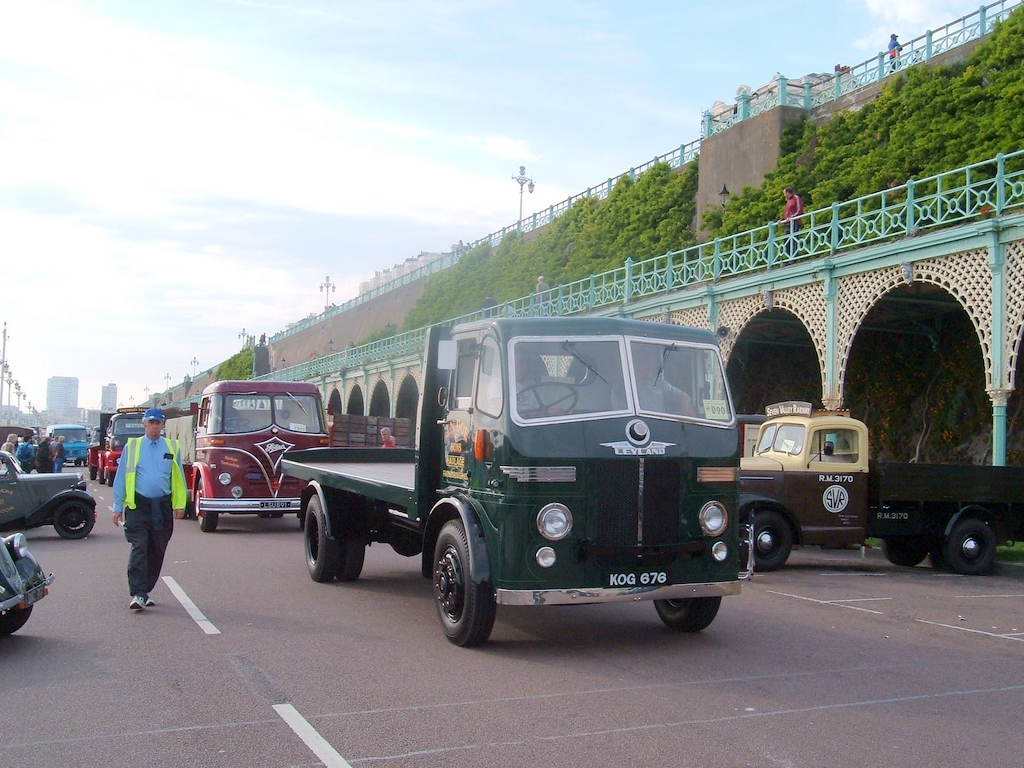
レイランド・フラットベッド

レイランド・モーターズ（Leyland Motors ）は、かつて存在したイギリスの商用車（トラック・バス）メーカー。1968年にブリティッシュ・モーター・ホールディングス と合併してブリティッシュ・レイランドとなる。

## 歴史

### はじまり
レイランド・モーターズは長い歴史を持つ会社で、1896年サムナー (Sumner) 家、スプリエ (Spurrier) 家が英国北西部のレイランドに「ランカシャー・スチーム・モーター・カンパニー（ランカシャー蒸気自動車会社）」を創業したのがその起こりである。最初に製作した車両は積載量1.5トンの蒸気エンジン車のバンだった。「ランカシャー・スチーム・モーター・カンパニー」は1907年にプレストンのクルサード (Coulthards) を買収し、社名を「レイランド・モーターズ」とし、第二工場をとなり町のコーリーに建設する。ここには現在でも「LEXリース＆パーツ・カンパニー」の本社がある。
1920年、レイランド・モーターズは豪華なツーリング仕様の乗用車「グランド・ツアラー」 (Grand Tourer) やレイランド8（Leyland Eight 、1920-1923年）を生産した。
その対極として、キングストンのテムズ工場ではトロージャン・ユーティリティー・カー (Trojan Utility Car) がある。これは1922年から1928年にかけて生産していた。

### 第二次世界大戦
レイランド・モーターズは他の車両製造企業同様戦時生産体制となり、1939年頃から軍用3tトラックのレイランド レトリバー、1943年からは巡航戦車Mk.IX クロムウェル を生産した。戦後も巡航戦車センチュリオンの生産を続けている。

### 戦後
1946年にAssociated Equipment Company (AEC) とレイランド・モーターズがBritish United Traction Ltd.を結成。
1955年には、インドのアショック・モーターズに資本参加し、社名をアショック・レイランドに変更して商用車の現地生産を行った。
一方レイランド・モーターズは戦後1951年にAlbion Motors、1955年にScammell Lorries Ltd、1960年にスタンダード・トライアンフ、1962年にAssociated Commercial Vehicles、which incorporated AEC、Thornycroft、Park Royal Vehicles、Charles H. Roe、1965年Bristol Commercial Vehicles、Eastern Coach Works、1967年ローバーと相次いで買収している。
1958年から2階建バスの名車レイランド・アトランティアンの生産を開始した。
レイランド・モーターズ創業時からのスプリエ家による同族支配はすばらしい労使関係を築いており、ストライキなどの労働争議を一度も起こすことがなかったことも評価され、戦後も成功していたが、1942年からの3代目サー・ヘンリー・スプリエが1964年に引退することで終了した。ドナルド・ストークス (Donald Stokes) が会社のトップとなった。
1968年にブリティッシュ・モーター・ホールディングス (BMH) と合併しブリティッシュ・レイランド (BLMC) が誕生する。BMHにはデイムラー、ガイ、オースチン、モーリスといった英国の自動車、バス、コーチのきらめくブランドが並んでいた。

### ブリティッシュ・レイランド時代
しかしBLMCグループの企業運営は困難を伴った。会社が多かっただけではなくそれぞれが同じような品揃えであったからである。1974年12月ブリティシュ・レイランドは英国政府の保護下となる。
1975年ライダー・レポートが発行され、BLMCは国有化されBLとなり社内は4つの事業部に分割された。バス、トラックはレイランド・トラック&バスとなったがこれは1981年にはさらにレイランド・バスとレイランド・トラックに分割された。1986年BLは社名をローバー・グループと変更。アショック・レイランドの保有株はランドローバー・レイランド・インターナショナル・ホールディング (LRLIH) に渡り、さらに1987年に売却された。

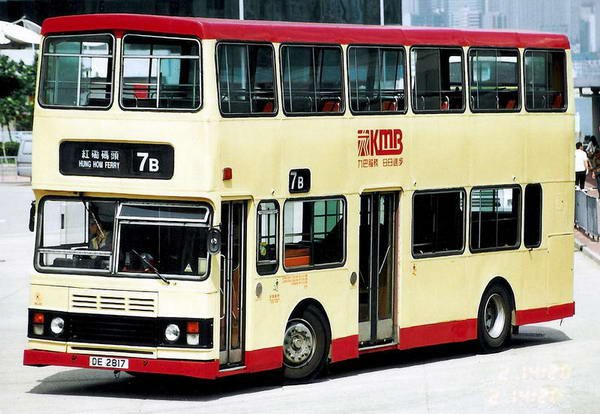
香港でのレイランド・オリンピアン2軸バス

#### バス
バス事業はマネジメント・バイアウトによりレイランド・バスとなり、1988年ボルボ・バスに買収された。多くのレイランド・バス製品群はその時点で生産中止となり、ボルボ・バスがレイランド・バス市場を会社ごと購入した形となった。ボルボ・バス

#### トラック
- 1987年、ローバー・グループ傘下であったレイランド・トラック事業部はオランダのDAF（現在のDAFトラック）と合併。オランダ株式市場にDAF NVとして上場した。この会社は英国内ではレイランドDAFとして、その他の国ではDAFとして活動している。
- 1993年、DAF NVが倒産、英国内のトラック事業部はマネジメント・バイアウトによりレイランド・トラックとなる。バン事業部は同様にマネジメント・バイアウトされLDVリミテッドとなった。
- 1998年、レイランド・トラックが米国のパッカーに買収される。レイランド・トラックは現在パッカーの一事業部である。レイランドの組立工場では年1万4千台を生産しEU内の三分の一のシェアをもつ。